# Tegaljeruk
Tegaljeruk is een bestuurslaag in het regentschap Banjarnegara van de provincie Midden-Java, Indonesië. Tegaljeruk telt 1384 inwoners (volkstelling 2010).